# 朝鮮方域之図
朝鮮方域之図（ちょうせんほういきのず）は16世紀中頃に朝鮮で製作された地図。横61cm、縦132cm。李氏朝鮮時代前期の地図としては最も正確な地図として知られている。1989年8月に韓国の国宝第248号に指定された。現在は国史編纂委員会が所蔵・管理している。

## 概要
朝鮮方域之図は1557年から1558年の間、明宗の時代に製作されたものと推測されている。製作は済用監が執り行い、製作に関わった者は地図の下段に記された座目によって明らかとなっている。『東国地図』を基として製作されたものだといわれる。
朝鮮方域之図は絹の掛け軸（契会図）に描かれている朝鮮八道州県図である。本地図は3段に分けることができ、上段は「朝鮮方域之図」という地図の題目が篆書体で書かれてあり、中断は地図が描かれ、下段には製作を行った12人の名が官職・姓名・本貫・父親の官職名が記されてある。
特徴として、朝鮮半島全土を各州県・水営・兵営を表記、且つ彩色して郡県の境界を分かりやすくしている。具体的には、慶尚道は赤色、全羅・忠清道は黄色、江原道は黄緑色、京畿道は軟黄色、黄海道は白色、咸鏡道は青色、平安道は緑色となっている。また山脈や水系の境界を丁寧に表記している。本地図より古い「混一疆理歴代国都之図」と比べると、豆満江と鴨緑江が直線的に描かれている点を除けば、大体において正確である。また、本地図においては、鬱陵島が描かれておらず、満州と対馬島を朝鮮領土のように描いている。
朝鮮方域之図は文禄・慶長の役の際に日本に持ち込まれ、対馬領主宗氏が長らく所有していたが、1930年代に朝鮮史編修会が宗家文書のひとつとして本地図を購入し朝鮮に持ち帰ったものである。保存状態は良好で、上は平安道と満州の地名が読み取りにくいのと、南は全羅道・慶尚道の一部分が剥落しているのみである。原本として残っている古地図として文化財的価値が認められ、1989年8月、韓国の国宝に指定された。